# Улица Ислама Каримова (Самарканд)
Улица Исла́ма Кари́мова (узб. Islom Karimov koʻchasi / Ислом Каримов кўчаси) — одна из центральных и туристических улиц города Самарканда — административного центра Самаркандского вилоята Узбекистана. Носит имя первого президента Республики Узбекистан — Ислама Каримова. Улица простирается на 3 километра.
С советских времён и вплоть до весны 2017 года называлась Ташке́нтской улицей, в честь города Ташкента. Во времена Российской империи и Бухарского эмирата, а также в первые десятилетия существования СССР, по некоторым данным улица называлась Сия́бской от названия расположенного на этой улице Сиябского базара и реки Сияб, которая протекает в относительной близости (в нескольких километрах) от улицы.

## История

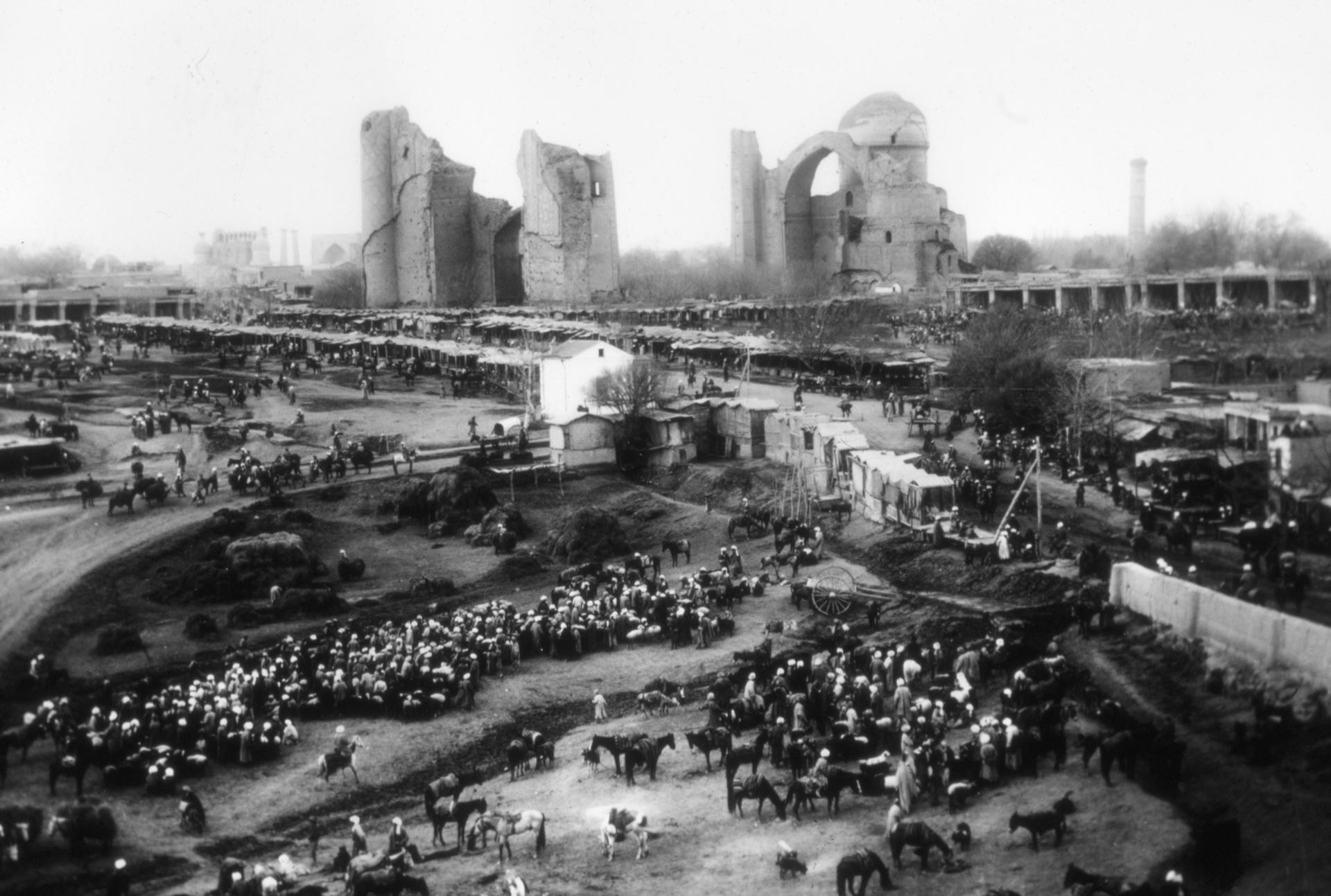
Улица в 1890 году

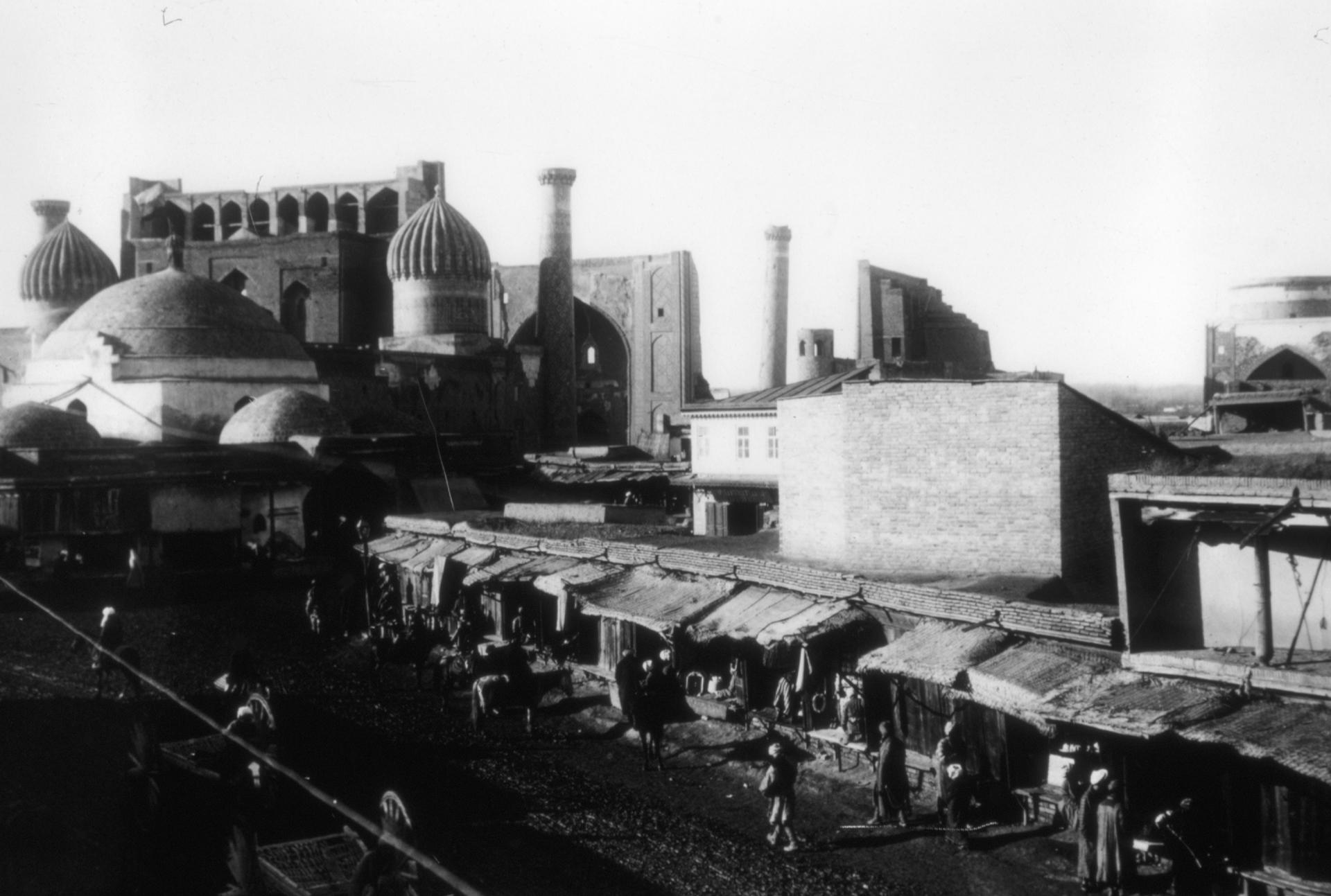
Улица в 1890 году

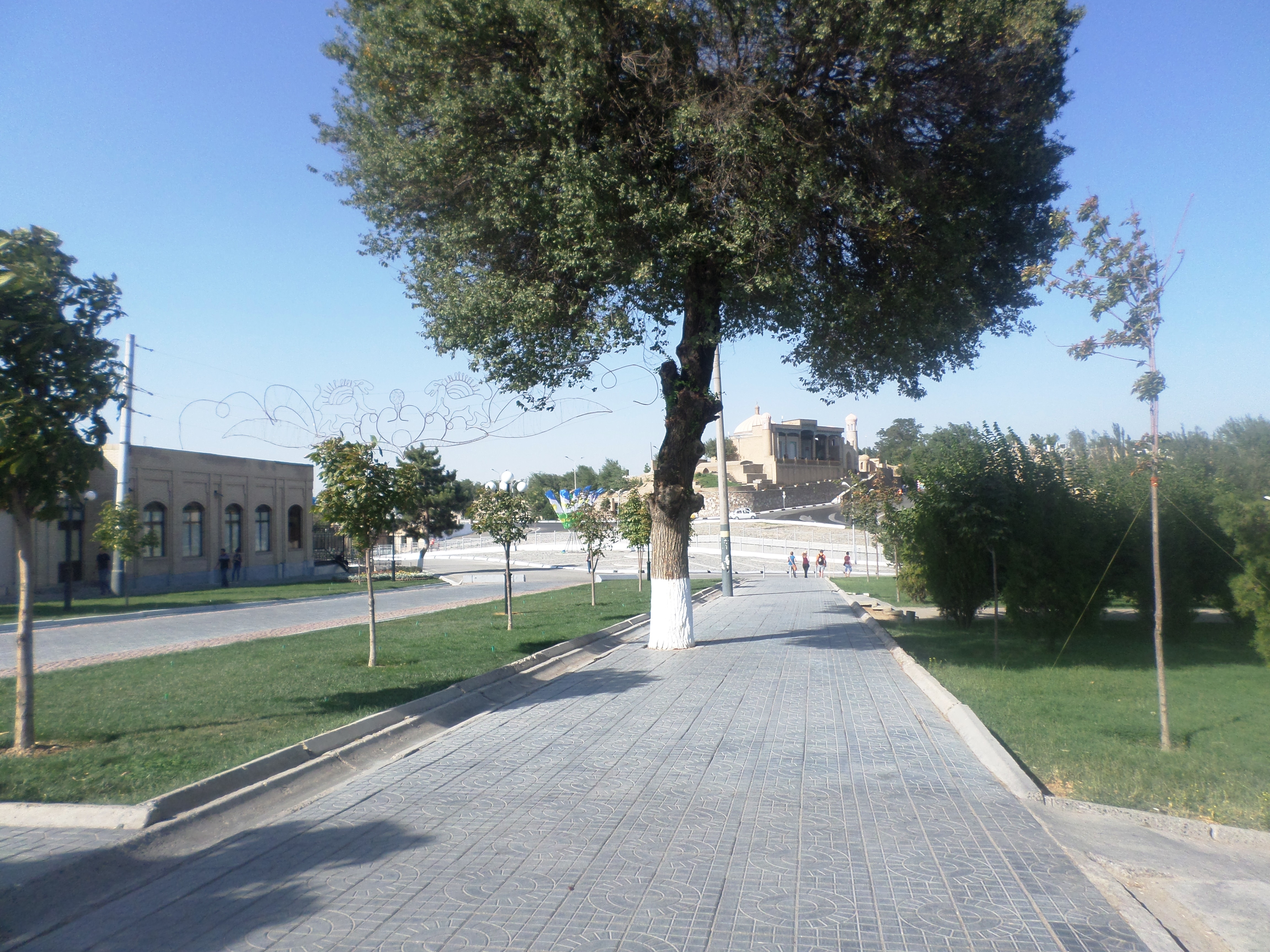
Пешеходная часть улицы

Улица является одной из старинных в городе. Она возникла ещё в Средние века, и к советскому периоду приобрела практически своё нынешнее очертание на карте города. На ней располагались лавки торговцев, менял и скупщиков, мастерские ремесленников, жилища людей (махалля) и правителей, медресе и мечети, кладбища. С улицей связаны многие исторические события периода Средневековья, времён Российской империи и СССР.

## Расположение
Улица Ислама Каримова начинается в центре Самарканда, от пересечения с улией Регистан и тянется в северо-восточном направлении до Самаркандской кольцевой дороги, пересекая городище Афрасиаб, до того места, где некогда находились ныне не сохранившиеся Ташкентские ворота города. Небольшая часть улицы проходит через построенный в 2017 году пешеходный мост над одной из крупнейших улиц города — улицы Шахи Зинда. От первой (южной) половины улицы отходят многочисленные мелкие улочки и тупички, где начинаются махалли. Вторая или северная часть проходит сквозь городище Афрасиаб.
Улица пересекается со следующими улицами Регистанская, Бухарская, Кошхавуз, Биби-Ханым, Абу Лайс Самарканди, Худжумская, Шахи-Зинда, Афрасиаб, Хазрет-Хызр, Самаркандская кольцевая дорога.

## Транспорт

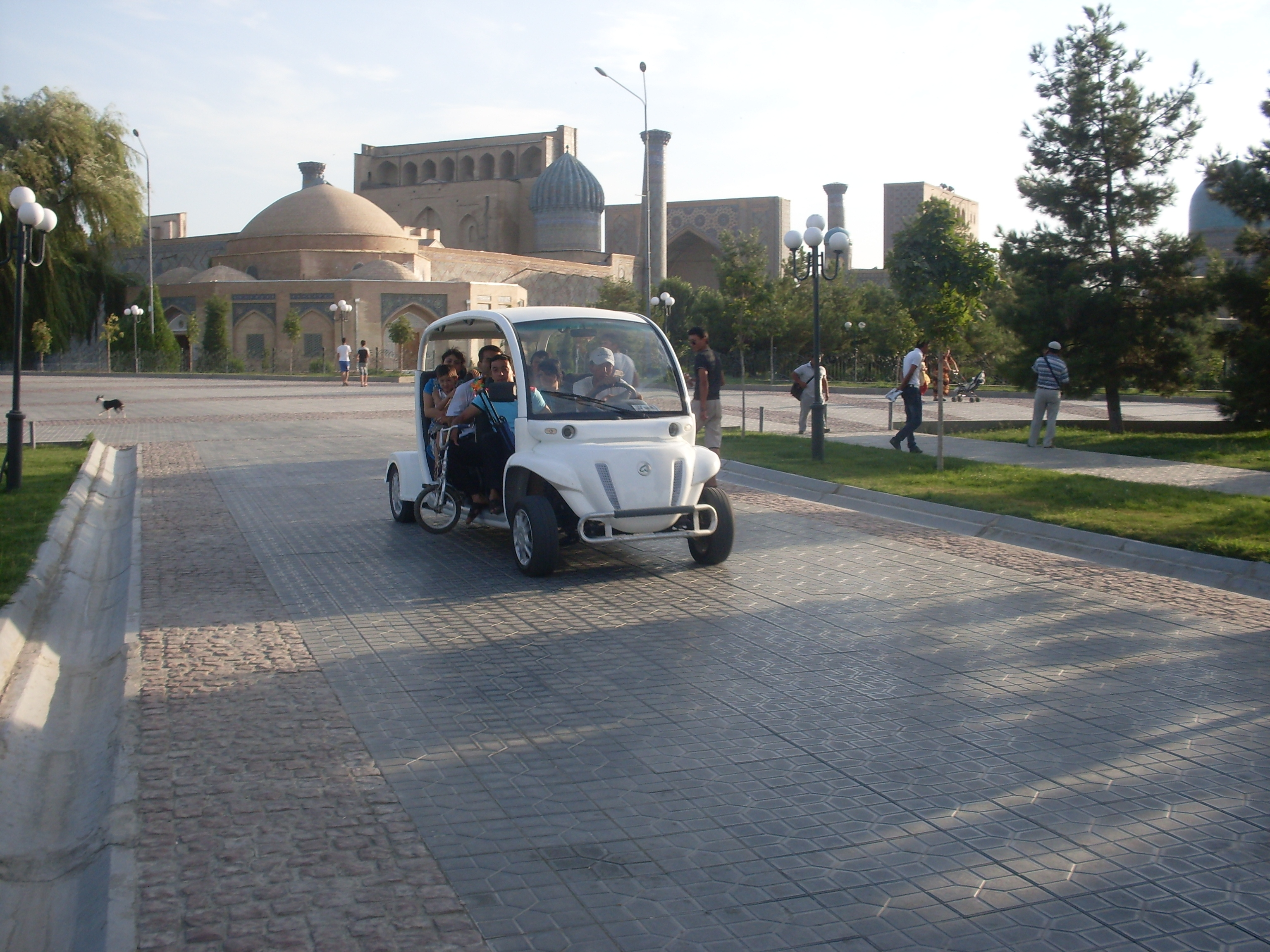
Электромобиль с пассажирами на улице Ислама Каримова

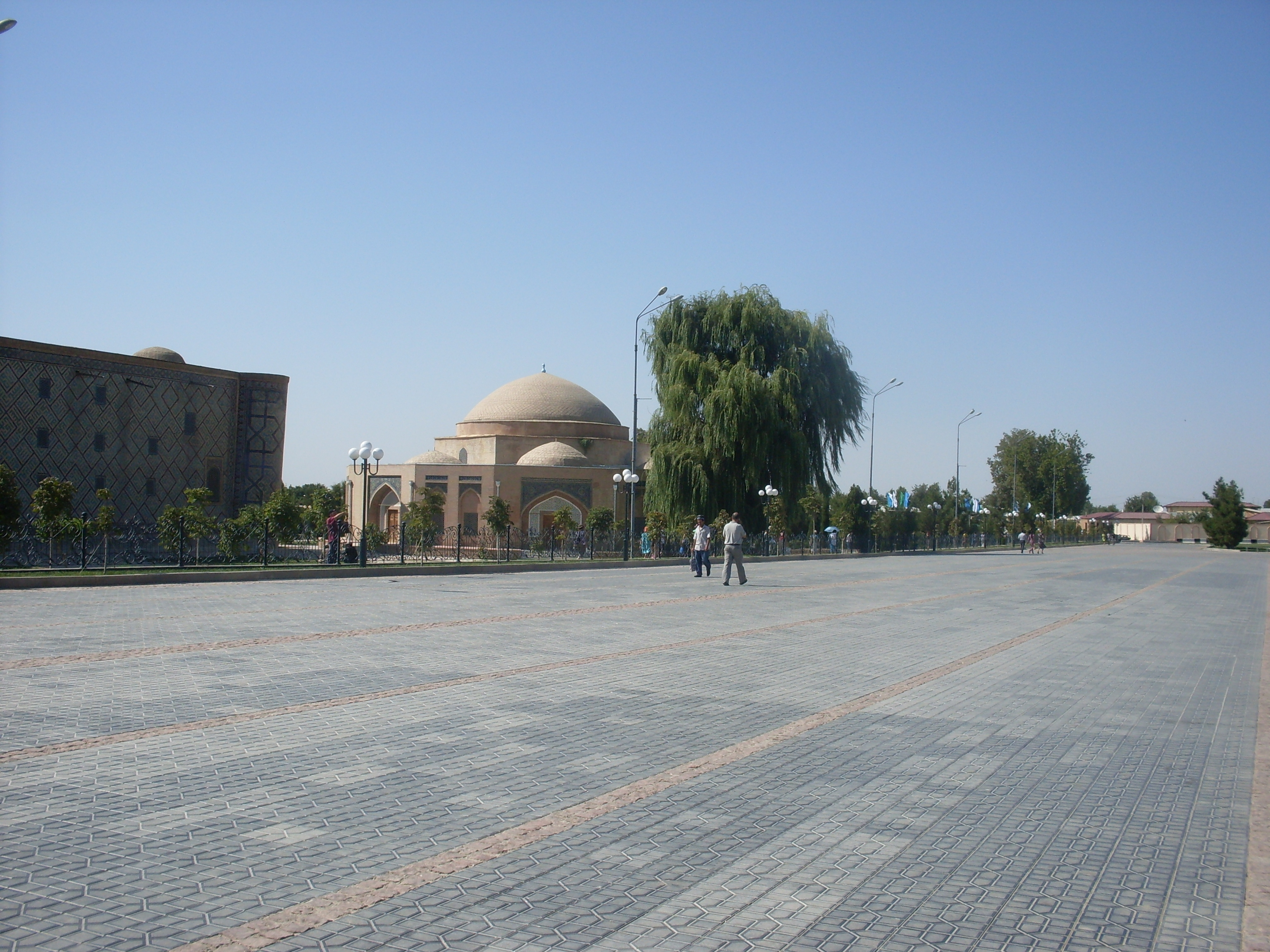
Первая половина пешеходной части улицы

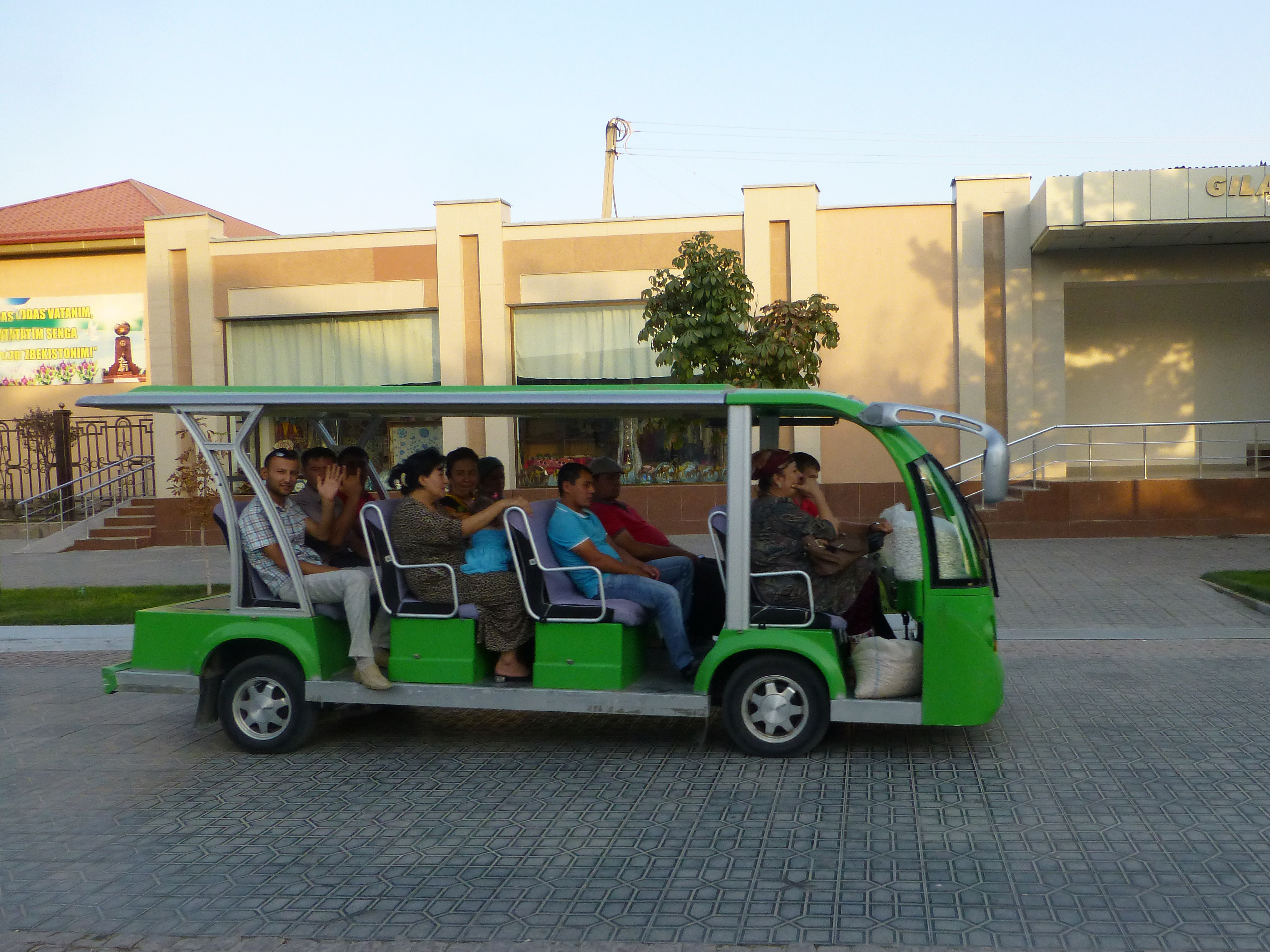
Электромобиль с пассажирами на улице Ислама Каримова

Ныне бо́льшая часть улицы является пешеходной. С советских времён и до начала 1990-х годов по улице курсировали троллейбусы и автобусы. До середины 2000-х годов курсировали такси, маршрутные такси, пассажирские и грузовые конные и ослиные кареты. Троллейбусное кольцо находилось рядом с Сиябским базаром. В 1947—1973 годах рядом с медресе Шердор находилось трамвайное кольцо, и до улицы можно было добраться на трамвае. Трамвайное движение было возрождено в 2017 году (См. статью Самаркандский трамвай), и ныне конечная остановка трамвайной линии находится в непосредственной близости к средней части улицы, на улице Шахи-Зинда, под автомобильным мостом.
В 2009 году было решено превратить первую и основную часть улицы (с пересечения с улицей Регистан и до пересечения с улицей Шахи-Зинда) в пешеходную и удобную для туристов. Через некоторое время на этой части улицы были выпущены электромобили, которые курсируют и поныне. В 2017 году пешеходной стала почти половина оставшейся части улицы, на которой расположены мечеть Хазрет-Хызр, мавзолей Ислама Каримова, мавзолей Махсумбобо, и входы к кладбищам Шахи-Зинда и Хазрет-Хызр. На оставшейся части улицы допускается движение автомобилей, а из видов общественного транспорта курсируют электромобили до мавзолея Ходжа Данияр, который находится на конце улицы и к улице Ислама Каримова не относится.

### Архитектурные, археологические, религиозные и культурные памятники на улице
В порядке с юга на север улицы.

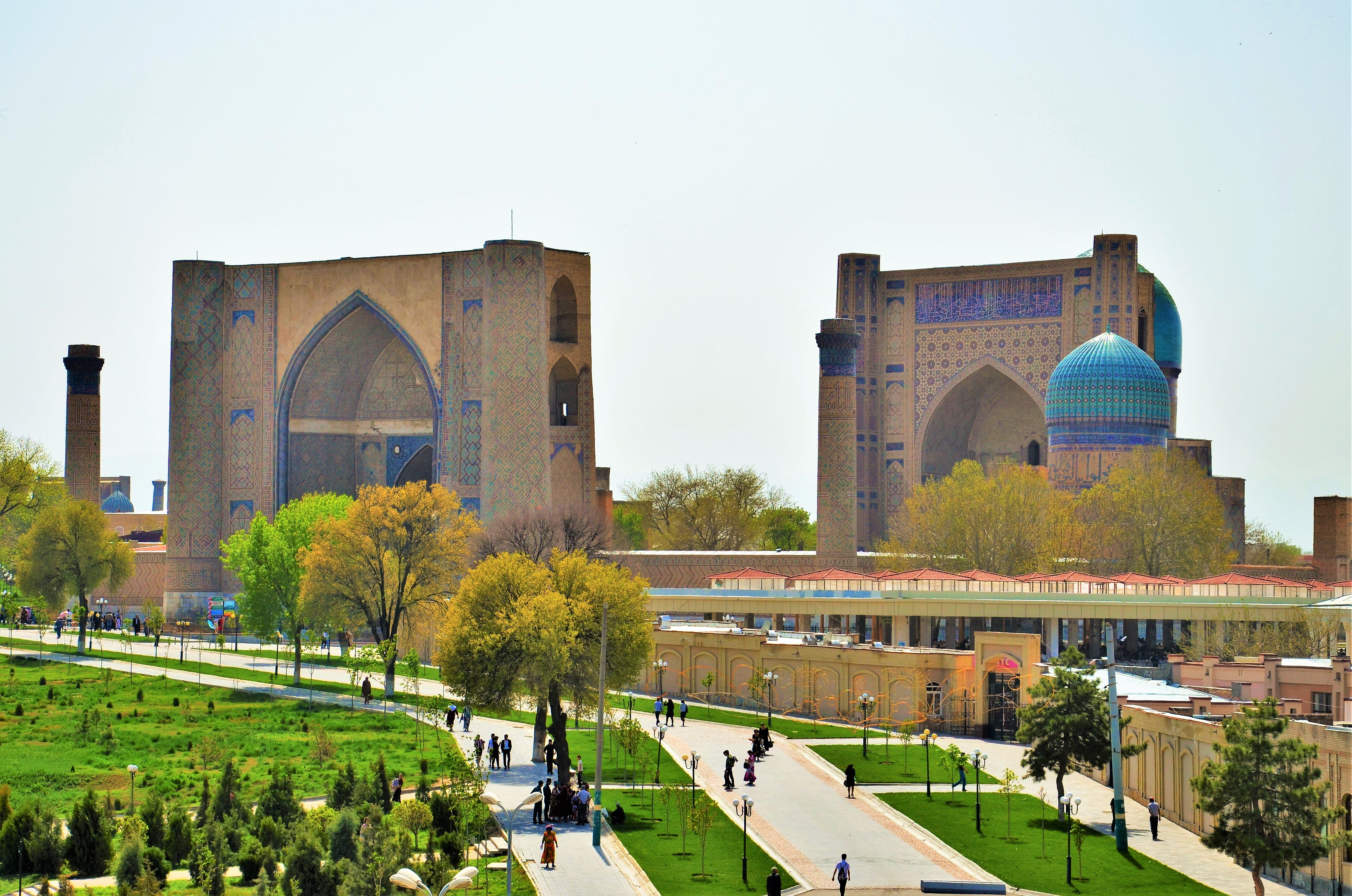
Пешеходная часть улицы на фоне мечети Биби-Ханым

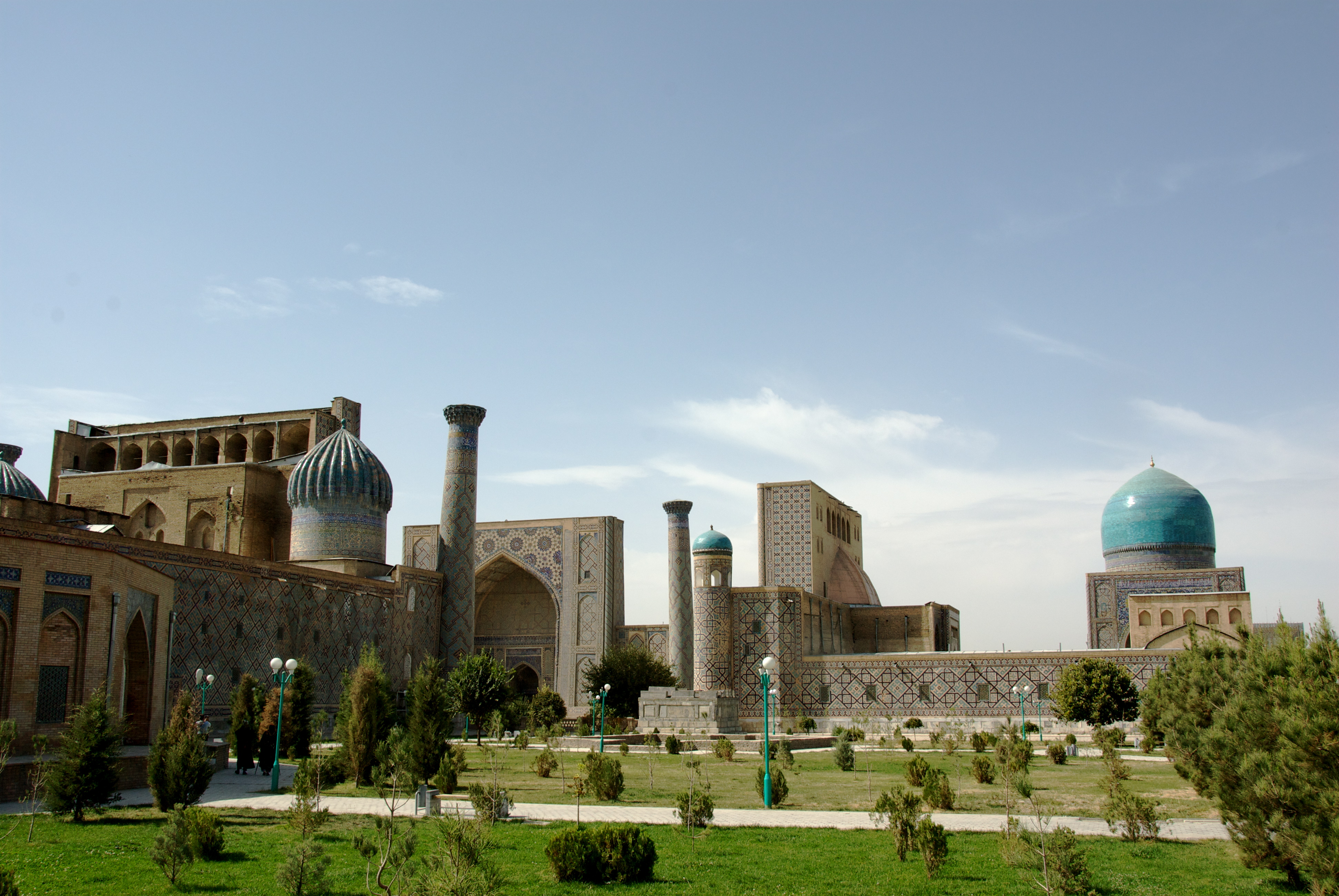
Вид на ансамбль Регистан с улицы Ислама Каримова

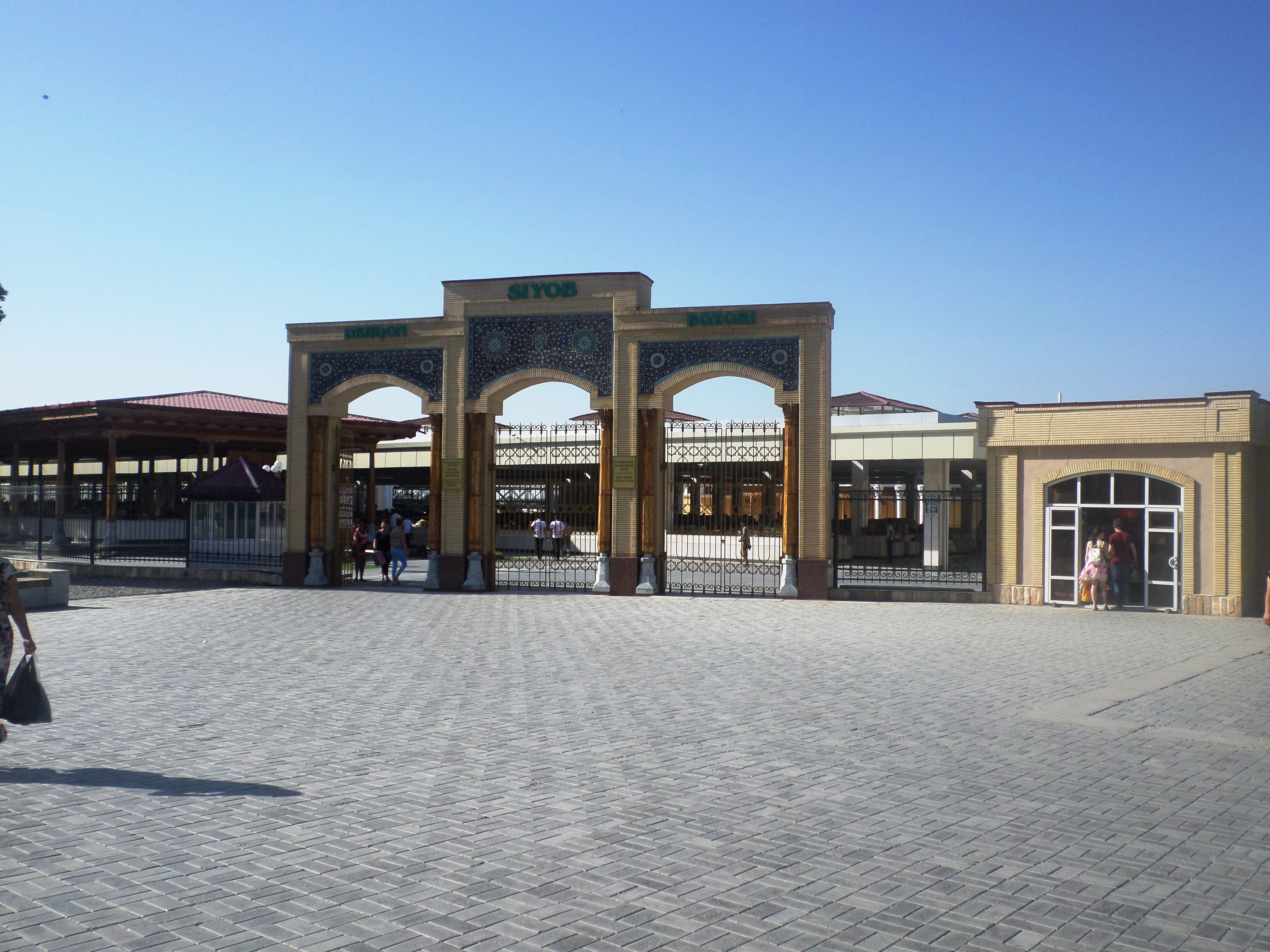
Главных вход Сиябского базара на улице Ислама Каримова

- Сквер Ислама Каримова и его памятник в центре этого сквера
- Медресе Шердор
- Дахма Шейбанидов
- Торговый купол Чорсу
- Мечеть Биби-Ханым
- Мавзолей Биби-Ханым
- Мечеть Хазрет-Хызр
- Мавзолей Ислама Каримова
- Мавзолей Махсумбобо
- Древнее городище Афрасияб
- Кладбище Хазрет-Хызр
- Кладбище Шахи-Зинда
- Еврейское кладбище Самарканда
- Музей истории Самарканда «Афрасиаб»
- Памятник караванам Великого шёлкового пути

### Остальные значимые постройки и объекты на улице
- Сквер Тилля-Кари
- Чайхана Чорсу
- Супермаркет Чорсу
- Ресторан Ташкент
- Городской детский сад
- Средняя общеобразовательная школа № 21 и музей школьных лет Ислама Каримова
- Медицинский центр Sangzor
- Сувенирные магазины
- Небольшие кафе
- Сквер Биби-Ханым
- Сиябский базар
- Пешеходный мост над улицей Шахи-Зинда